# Выборы главы Республики Калмыкия (2014)
Досрочные выборы главы республики Калмыкия 2014 года состоялись 14 сентября в единый день голосования.

## Предшествующие события
6 мая 2014 года президент России Владимир Путин принял отставку главы Республики Калмыкия Алексея Орлова по собственному желанию и назначил его врио главы региона.

## Ход выборов
8 августа 2014 года республиканская избирательная комиссия зарегистрировала четырех кандидатов на выборы главы Калмыкии. От «Единой России» был выдвинут врио главы региона Алексей Орлов. От КПРФ — первый секретарь местного отделения партии Николай Нуров. ЛДПР на выборах главы Калмыкии представил Петр Вышкварок. Российскую экологическая партию «Зеленые» — директор телекомпании «Хамдан» Хонгор Марилов.
Кандидат от партии «Защитники Отечества» бизнесмен Владимир Мацаков не смог набрать нужного количества подписей в свою поддержку и избирком отказал ему в регистрации. Ранее из-за нехватки необходимого числа подписей от участия в выборах отказались кандидат от партии «Народ против коррупции» бывший помощник Кирсана Илюмжинова и главный редактор местного оппозиционного издания «Известия Калмыкии» Евгений Ункуров, а также Алексей Гаврилов, представлявший «Партию Возрождения села».

## Результаты выборов
Явка на досрочных выборах главы республики Калмыкия 2014 года составила 61,39 %. Победил на них врио региона Алексей Орлов, набравший 82,89 % голосов избирателей. Второй результат — 8,26 %, показал Николай Нуров. Третий — Петр Вышкварок, за которого проголосовало 3,14 %. Хонгор Марилов, набравший 3,02 %, занял четвертое место.
| Место | Место | Кандидат       | Голосов | %     |
| ----- | ----- | -------------- | ------- | ----- |
|       | 1.    | Алексей Орлов  | 107 368 | 82,89 |
|       | 2.    | Николай Нуров  | 10 702  | 8,26  |
|       | 3.    | Петр Вышкварок | 4064    | 3,14  |
|       | 4.    | Хонгор Марилов | 3917    | 3,02  |